# Pauli Hansen
Pauli Hansen (Tórshavn, 9 aprile 1980) è un ex calciatore faroese, di ruolo centrocampista.

## Carriera

### Club
Ha giocato nella prima divisione faroese.

### Nazionale
Tra il 2004 ed il 2007 ha giocato complessivamente 6 partite con la nazionale faroese.